# Kebira (krater)

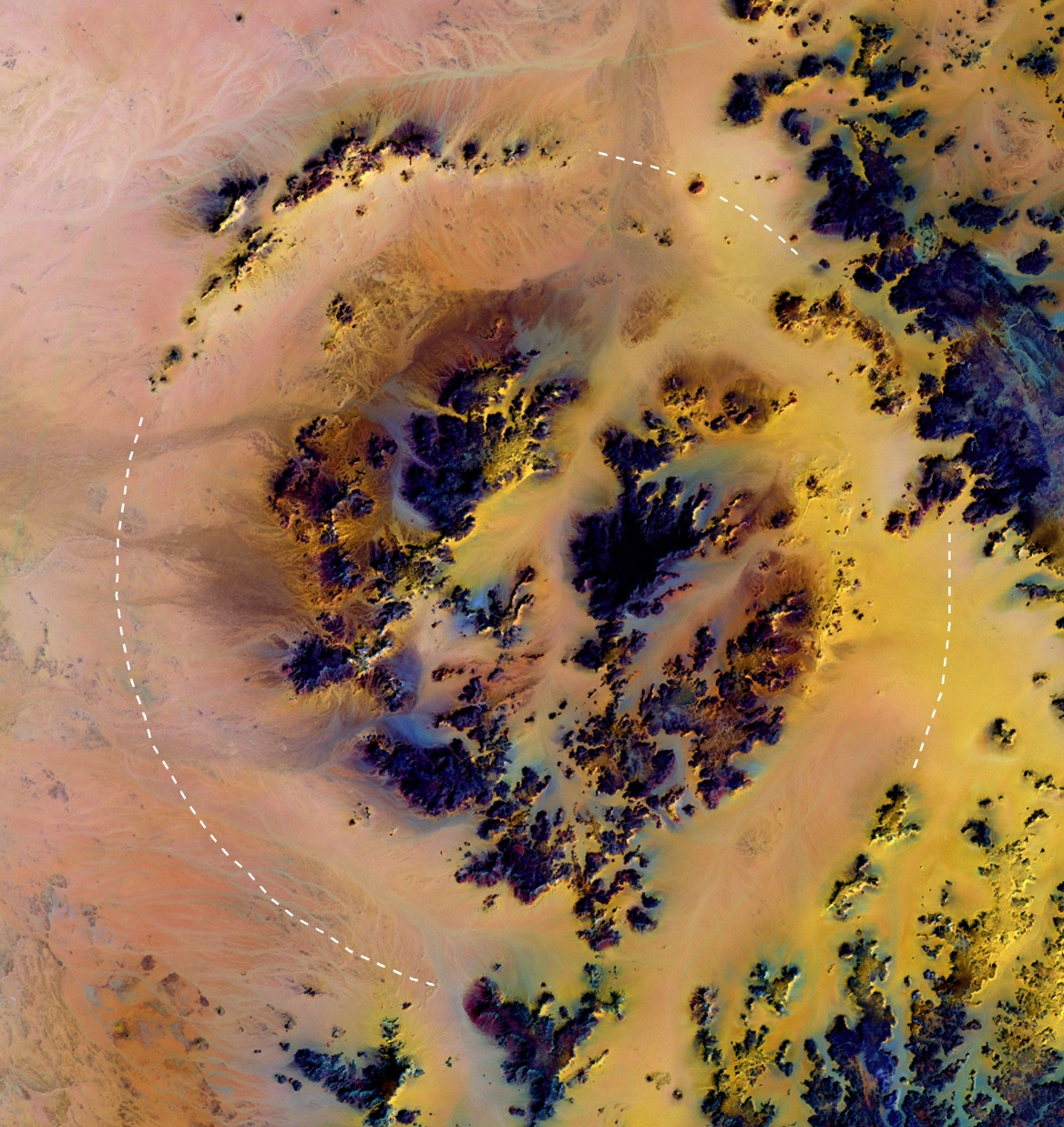
Kebira

Kebira är en naturformation i västra Egypten på gränsen till Libyen på en plats kallad Gilf Kebir. Formationen som identifierades från luften 2007 har fått namnet Kebira, eftersom namnet betyder "stor" på arabiska.
Formationen har tidigare bedöms som krater efter meteoritnedslag. Enligt en annan teori är kratern en gammal vulkan.